# Ландберг, Фердинанд
Фердинанд Ландберг (англ. Ferdinand Edgar Lundberg, 1905—1995) — американский экономист и социолог, журналист.

## Биография
Фердинанд Эдгар Ландберг родился в Чикаго, родители его были выходцами из Швеции и Норвегии. Окончил Колумбийский университет, где получил степени бакалавра и магистра. С 1927 года работал в «Wall Street Journal», где был специалистом по финансовой отчётности и подробно описал в своих публикациях биржевой крах 1929 года, положивший начало Великой депрессии; одновременно в 1927—1934 годах работал в «New York Herald Tribune», сотрудничал с United Press International и Chicago Daily News. В 1934 году Ландберг ушёл из New York Herald Tribune, чтобы написать книги о структуре собственности в США: «Империя Херста: социальная биография» (англ. Imperial Hearst:A social biography, 1936) — биография медиамагната У. Херста и «60 семейств Америки» (англ. America's Sixty Families, 1937) — о 60 богатейших семействах Америки, которая выдержала десятки изданий, и принесла автору известность. В 1948 году книга «60 семейств Америки» была переведена на русский язык и издана в СССР.
Во время Второй мировой войны Ландберг служил в государственном Совете военного производства, а после войны был связан с «Фондом XX века» — влиятельной экономической организацией, возглавлявшейся А. Берли, среди сотрудников которого были известные экономисты А. Бернс, Дж. Гэлбрейт, Д. Лилиенталь, А. Шлезингер-младший.
В 1947 году Ландберг совместно с психиатром Маринья Фарнхем опубликовал книгу «Современные женщины: потерянный пол» (англ. Modern Woman: The Lost Sex) о неврозах современных американок.
С 1952 по 1968 годы Ландберг читал лекции по социальной философии в Нью-Йоркском университете.
В публикациях 1960-х и последующих годов подвергал резкой критике экономическую и политическую систему США. Работа «Мошенничают все» (англ. Scoundrels All, 1968) представляет собой ироничный сборник цитат политиков. Наиболее известная его работа, переведённая в СССР в 1971 году — «Богачи и сверхбогачи» (англ. The Rich and the Super-Rich, 1968), в которой Ландберг на обширном материале показывает формы и масштабы засилья монополий в экономической и политической жизни США, а также методы, при помощи которых сверхбогачи диктуют свою волю представителям власти.
В 1980 Ландберг в соавторстве с Кэрол Брэм опубликовал книгу «Трещины в Конституции» (англ. Cracks in the Constitution), посвящённую критике политической системы США.
Умер в 1995 году в Чаппакуа, штат Нью-Йорк.

## Использование работ Ландберга нацистской пропагандой
Работами Ландберга воспользовалась в своих интересах нацистская пропаганда во время второй мировой войны. Глава Германского трудового фронта Роберт Лей в своей пропагандистской брошюре 1938 года «Рузвельт предаёт Америку!» (нем. Roosevelt verrät Amerika!) писал:

Книга Ф. Ландберга появилась в 1937 году и рассматривается американскими политиками как надёжный источник. Он (Ландберг) начинает с утверждения: «Соединённые Штаты Америки принадлежат и управляются иерархией, ядро которой состоит из 60 богатейших семей страны и не более чем 90 семей с несколько меньшим богатством. Эти семьи находятся в центре современной промышленной олигархии, контролирующей Соединённые Штаты. Они функционируют как де-юре демократическая форма правления, за которой де-факто стоит правительство плутократической природы, существующее со времён гражданской войны». Этот отход от демократии стал возможен только потому, что огромные состояния, нажитые в США, не имеют аналогов в остальном мире.
— Dr. Robert Ley Roosevelt Betrays America! (англ.)

## Публикации

### На русском языке
- Ландберг Ф. 60 семейств Америки. — М.: Издательство иностранной  литературы, 1948. — 565 с.
- Ландберг Ф. Богачи и сверхбогачи. О подлинных правителях Соединённых Штатов Америки. — М.: Прогресс, 1971. — 684 с.

### На английском языке
- Imperial Hearst;: A social biography (1936)
- America’s Sixty Families (1937)
- Who controls industry?: And other questions raised by critics of America’s 60 families (1938)
- The Treason of the People (1954)
- The coming world transformation (1963)
- The Rich and the Super-Rich (1968)
- The Rockefeller Syndrome (1968)
- Cracks in the Constitution (1980)
- The Myth of Democracy (1989)
- Politicians and Other Scoundrels (1992)
- The Natural Depravity of Mankind (1994)